# Onridevideo

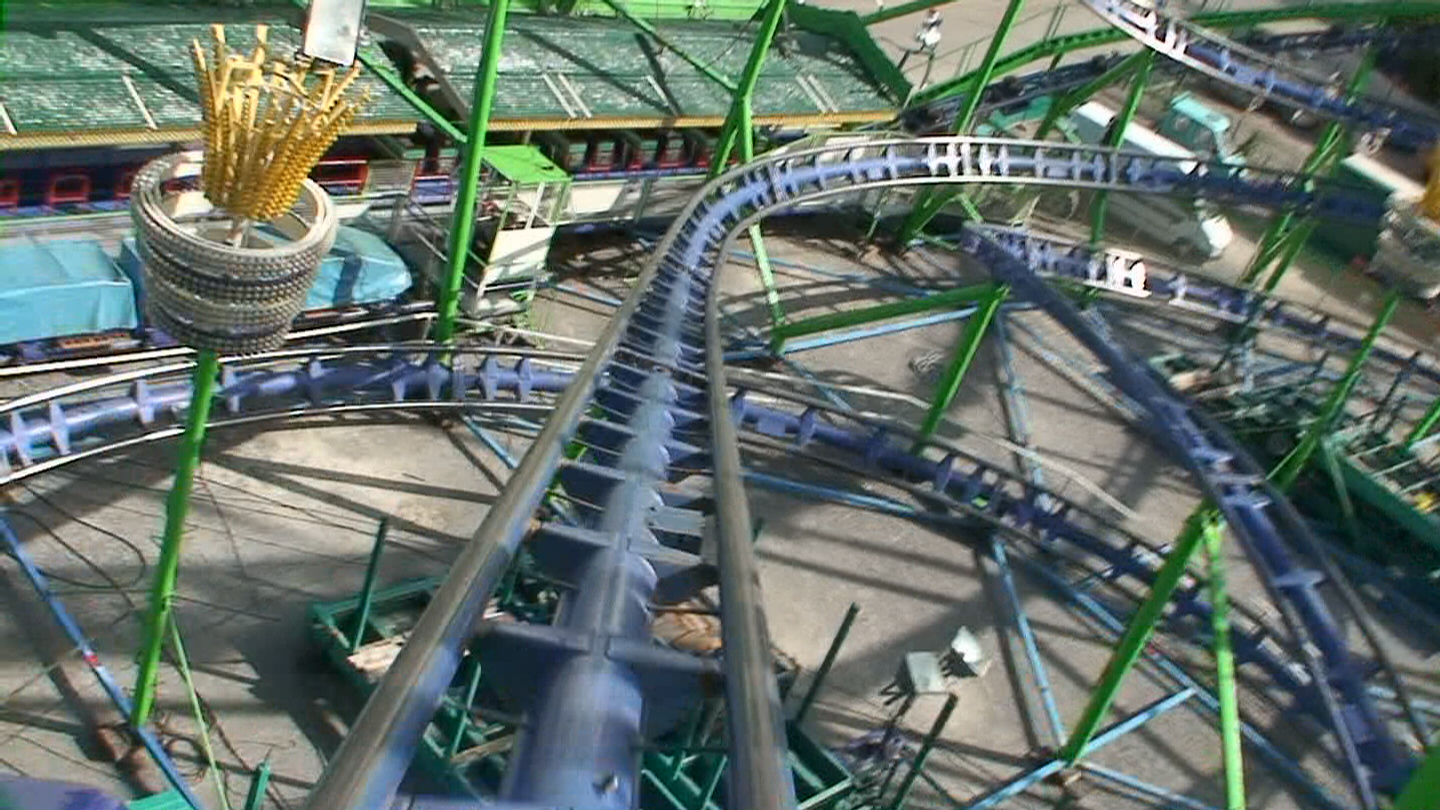
Screenshot eines Onridevideos der Alpina Bahn

Als Onridevideo bezeichnet man die Videoaufnahme einer Achterbahnfahrt oder einer anderen Fahrattraktion. Meistens geschieht dies aus Sicht der fahrenden Person (Point-of-View-Shot oder kurz POV genannt). Häufig wird dabei für den freien Blick auf die Schiene aus der ersten Reihe einer Achterbahn gedreht, es gibt jedoch auch Aufnahmen aus anderen Reihen oder entgegen der Fahrtrichtung.
Für professionelle Zwecke wird der Camcorder häufig an der Bahn mittels Klemmhalterung befestigt, seltener kommen Helmkameras zum Einsatz. Für private oder semi-professionelle Zwecke, seltener auch im Profibereich, wird der Camcorder während der Fahrt einfach in der Hand gehalten.
Aus Sicherheitsgründen fordern viele Betreiber von Fahrattraktionen die Befestigung des Camcorders an der Hand mittels Klebeband oder anderen Mitteln. Einige Betreiber verbieten das Mitnehmen eines Camcorders in der Hand gänzlich.

## Kommerzielle Nutzung
Neben den meist kostenlosen Videos im Netz werden auch einige DVDs mit professionell aufgenommenen Videos verkauft.
Manche Betreiber bieten in den letzten Jahren zusätzlich zu den verbreiteten Onridefotos auch Onridevideos der Fahrt zum Kauf an. Dabei werden meistens Aufnahmen des Gastes, die während der Fahrt von kleinen Kameras vor jedem Sitz aufgenommen werden, mit allgemeinen Aufnahmen der Bahn oder der Fahrt zusammengeschnitten und auf eine DVD gebrannt.